# خالهٔ مونیکا

کارین وِل (چپ) در صحنه‌ای از فیلم.

خالهٔ مونیکا (ایتالیایی: La zia di Monica) یک فیلم کمدی سکسی سبک ایتالیایی به کارگردانی جورجو میله است که در سال ۱۹۷۹ ساخته و در سال ۱۹۸۰ منتشر شد.

## گزیدهٔ بازیگران
- کارین وِل در نقش مونیکا
- ماگدا کونوپکا در نقش خالۀ مونیکا
- جانی دئی در نقش پائولو
- اومبرتو راهو در نقش دُن ماریو